# 下関市議刺殺事件
下関市議刺殺事件（しものせきしぎしさつじけん）は、1931年（昭和6年）11月16日に山口県下関市で発生した殺人事件。

## 事件の概要
1931年11月16日午後5時10分、下関市会の議事が終了し、山下富太議員が議場前の廊下に出たところ、突然暴漢が現れて山下の腹部を刺して逃走した。山下は直ちに病院に収容されたが、既に死亡していた。
犯人はその日のうちに逮捕された。犯人は朝鮮慶尚北道大邱府（現大韓民国大邱広域市）出身の在日朝鮮人で、同市選出の衆議院議員保良浅之助が経営する工場の従業員であった。
保良浅之助は、ヤクザの親分格のいわゆる「顔役」として有名で、当時の市長松井信助を擁立するために裏工作を行っていた。山下富太は反市長派として市政を批判していた。このことから、保良が子分に命じて山下を刺殺したものと思われた。
犯人の供述によると、12歳の時に自分を拾ってくれた保良浅之助に恩義を感じており、その恩人を徹底的に批判する山下富太議員を許せないと憤り、犯行に至ったという。当局は保良の刑事責任も追及しようとしたが、証拠不十分で結局断念した。
1932年（昭和7年）2月2日、山口地方裁判所下関支部は犯人に懲役7年を言い渡した。